# Afrouruguayo
Los afrouruguayos o uruguayos afrodescendientes son uruguayos de ascendencia africana.
En 2011, en Uruguay, se incluyó la variable étnico-racial por primera vez en un censo de población. El porcentaje de personas que se autoidentificaron como «afro o negras» fue de 8,1 %.

## Historia
La presencia de  africanos en el Uruguay data de la llegada misma de colonizadores europeos. Después de la fundación de Colonia del Sacramento en 1680 y de Montevideo en 1726, a partir de 1743 los portugueses comenzaron a introducir los primeros africanos esclavizados provenientes de Brasil.
Tras la instalación del Estado Oriental del Uruguay se abolió la esclavitud en el recién creado país.[¿Por qué?] Sin embargo, la política esclavista seguía en vigor en el vecino Imperio del Brasil, por lo cual un importante número de afrobrasileños emigraron a Uruguay y se establecieron en las regiones norte y noreste del país —los actuales departamentos de Rivera y Cerro Largo—, debido a que las fronteras se encontraban poco definidas.

## Cultura
La comunidad afrouruguaya ha tenido una importante participación en la cultura y folclore nacional, por medio del tango y el candombe, género declarado Patrimonio cultural inmaterial de la Humanidad por la Unesco en 2009.
Un caso muy particular lo constituye Jacinto Ventura de Molina, escritor afrouruguayo de la época colonial; sus escritos reflejan una defensa del Antiguo Régimen.

## Características
Según el censo de 2011, las personas que se autoidentificaron con ascendencia "afro o negra" representan el 8,1 % de la población (unos 255074). Los departamentos con mayor población afrodescendiente son Rivera (17,3 %), Artigas (17,1 %) y Montevideo (9,0 %). La población afrouruguaya tiene mayores niveles de pobreza que la población en general; el 40 % de ellos está por debajo de la línea de pobreza. A diferencia de los uruguayos de ascendencia europea, los afrodescendientes presentan una alta tasa de fecundidad, un promedio de edad más bajo y las familias en su mayoría son monoparentales femeninas.
En cuanto a la educación, el 47 % de la comunidad no terminó la educación primaria, tiene altos niveles de deserción escolar y son muy pocos los que cursan estudios terciarios. Además, los afrouruguayos ocupan puestos de trabajo de baja calificación y productividad.
En 2013 el gobierno uruguayo estableció políticas de acción afirmativa dirigidas a la población afrodescendiente, a través de la Ley 19.122. Afrodescendientes. Normas para favorecer su participación en las áreas educativa y laboral. Los llamados y becas para organismos públicos deben reservar el 8 % de los puestos para afrodescedientes, la beca Carlos Quijano debe asignar el 30 % de sus fondos a afrodescendientes, y se modificó la Ley de inversiones, donde las empresas que contratan afrodescendientes reciben mayores rebajas en los aportes a la seguridad social.

## Participación en el sistema político
En un parlamento constituido por 129 miembros, es en 2005 la primera vez que tuvo un integrante afrouruguayo: Edgardo Ortuño asumió su banca como diputado ese año. La primera mujer afrouruguaya en integrar el parlamento fue Gloria Rodríguez Santo, quien asumió como diputada en 2015 y como senadora en 2020. Se trata de los únicos dos casos.
Edgardo Ortuño fue designado Ministro de Ambiente el 6/3/2025, siendo el primer ministro afrouruguayo de la historia. Por este motivo no asumió como senador en esa legislatura.

## Afrouruguayos destacados
- Cayetano Silva: director de orquesta, músico y compositor
- Modesto Ocampo: músico, compositor, fotógrafo, pintor, empleado público y dibujante
- Isabelino Gradín: futbolista
- José Leandro Andrade: futbolista
- Obdulio Varela: futbolista
- Jorge Trasante: percusionista y compositor
- Edgardo Ortuño: diputado, senador, ministro
- Gloria Rodríguez Santo: periodista, activista, diputada y senadora
- Egidio Arévalo Ríos: futbolista
- Álvaro Pereira: futbolista
- Ruben Rada: actor, presentador, cantante, percusionista, compositor
- Marcelo Zalayeta: futbolista
- Mario Ignacio Regueiro: futbolista
- Rosa Luna: bailarina, vedette, coreógrafa y compositora de canciones
- Virginia Brindis de Salas: poetisa
- Martha Gularte: bailarina, vedette, escritora y poetisa
- Santiago Luz: clarinetista, profesor de música
- Joaquín Lenzina (el Negro Ansina): guitarrista, poeta, payador, oficial militar y soldado